# Корбион
Корбион (Corbio; Corbione) е древен град и крепост в Лацио на изток от
Албани-планините и около 4 км източно от Тускулум (в Италия).
Принадлежал е известно време на еквите, по-късно е в територията на сабините.
През 491 пр.н.е. е завоюван заедно с други градове от Гней Марций Кориолан.

През 457 пр.н.е. е разрушен от римския консул Гай Хораций Пулвил. 
През 446 пр.н.е. при града се провежда битка, при която за четвърти път консула Тит Квинкций Капитолин Барбат побеждава волските и техните съюзници еквите.